# Garreta sumptuosus
Garreta sumptuosus là một loài bọ cánh cứng trong họ Bọ hung (Scarabaeidae).